# Stingray (Marvel)
Stingray is een fictieve superheld uit de strips van Marvel Comics. Hij werd geïntroduceerd in Tales to Astonish #95 als Dr. Walter Newell, en verscheen voor het eerst als Stingray in Sub-Mariner #19. Hij werd bedacht door Roy Thomas en Bill Everett.

## Biografie
Walter Newell werd geboren in Gloucester, Massachusetts. Hij was een oceanograaf die werkte voor de Amerikaanse overheid. Hij was een van de eersten die Namor the Sub-Mariner ontmoette. Toen enige maanden later overal ter wereld het water begon te verdwijnen, stuurde de federale agent Edgar Benton Newell op onderzoek. Benton was ervan overtuigd dat Namor er iets mee te maken had en dreigde Newell’s financiering stop te zetten als hij niet op onderzoek uitging. Newell geloofde sterk in Namors onschuld en vertrok dan ook met tegenzin.
Om Namor indien nodig te bevechten maakte hij het Stingray harnas. Dit harnas was gemodelleerd naar een pijlstaartrog. Het pak gaf hem bovenmenselijke kracht en stelde hem in staat onder water te ademen. Newell bevocht Namor, maar liet hem gaan uit respect voor hun vriendschap.
Later hielp Newell als Stingray met het verslaan van de Atlantiaanse barbaar Attuma, en hielp Namor zijn menselijke vader Leonard McKenzie te vinden. Mckenzie werd echter gedood door Namors vijanden, Tiger Shark en Llyra. Hierna verplaatste Newell zijn oceanografiebasis naar de Hydro-Base, een kunstmatig eiland dat voorheen door de gestoorde ecoloog Dr. Hydro was gebruikt. Hier trouwde hij uiteindelijk met Diane Arliss, de zus van Tiger Shark.
Hoewel Stingray liever een wetenschapper dan een avonturier was, bleef hij toch superheldenwerk doen. Zo hielp hij Thing en Scarlet Witch in het avontuur van de Serpent Crown. Ook gaf hij een deel van de Hydro-Base aan de Avengers. De avengers verhuisden hun hoofdkwartier naar de Hydro-Base toen hun landhuis werd verwoest, en Stingray werd officieel lid van het team.
Stingray bleef lid van de Avengers totdat hun landhuis was herbouwd en ze weer terug verhuisden. Korte tijd daarna werd Hydr-Base vernietigd. Newell en zijn vrouw konden op tijd ontkomen, en zetten hun onderzoek voort op een nieuwe geheime locatie.
Gedurende de Civil War was Stingray een tegenstander van de registratiewet voor superhelden. Hij sloot zich an bij Captain America’s Secret Avengers.

## Krachten en vaardigheden
Stingray heeft een gevechtspak dat gemaakt is voor onder water gevechten. Het verhoogt zijn kracht en uithoudingsvermogen waardoor hij naar grote dieptes kan duiken. Het pak stelt hem ook in staat onder water te ademen en extra goed te zwemmen. De gestroomlijnde vleugels van het pak stellen hem tevens in staat door de lucht te zweven.
Het pak is voorzien van een elektrische ontlading via de handschoenen als primair wapen.

## In andere media
- Stingray’s kostuum is te zien tussen de vele schetsen voor een potentieel Spider-Man kostuum in de film Spider-Man.
- Stingray had een gastoptreden in de Iron Man animatieserie in de aflevering "Armor Wars Pt. 2." Zijn stem werd gedaan door Tom Kane.